# Разсолник
Разсолник (на руски: рассольник) е супа, традиционна за руската кухня и заема второ място по значимост след супата „Шчи“. Това ястие е с леко кисел вкус и пикантен растителен аромат, отличаващо се с разнообразие от съставки. Разсолникът е популярен в повечето страни от Постсъветското пространство.

## Начина на приготвяне
В зависимост от вида на бульона (месен, костен, пилешки, рибен, гъбен) разсолниците биват вегетариански и месни.
Главната съставка на разсолника са настърганите с ренде или дребно нарязани кисели краставички и тяхната саламура (разсол). В разсолника се използват само краставици, подложени на дива ферментация. Краставичките, мариновани с оцет, не се използват. Вместо краставички разсолникът може да се приготвя с гъби и зелени домати, подложени на дива ферментация.
Друг задължителен продукт е нарязаните на кубчета или ивици картофи, които се слагат в бульона първи, но могат да бъдат заменени с корен от кервиз, магданоз, пащърнак и ряпа.
Разсолникът може да съдържа: месо – говеждо, свинско или пилешко; вътрешности – главно говежди бъбреци; риба; зърнено-житни култури – ориз, перлен ечемик, елда; киселец; праз лук; морско зеле (мариновани водорасли) – главно в Далечния изток на Русия.
Рецептите за разсолника са много, но две от тях са най-разпространени:
- „Ленинградски разсолник“ – главната особеност са картофите и перленият ечемик, който е предварително сварен;
- „Московски разсолник“ – без картофи, а вместо тях се ползват корени от кервиз, магданоз, пащърнак, също разсолникът включва пилешки вътрешности и говежди бъбреци.[3]

Разсолникът на месен бульон се сервира с ватрушки, а на рибен бульон – с разстегай.